# Szlafrok

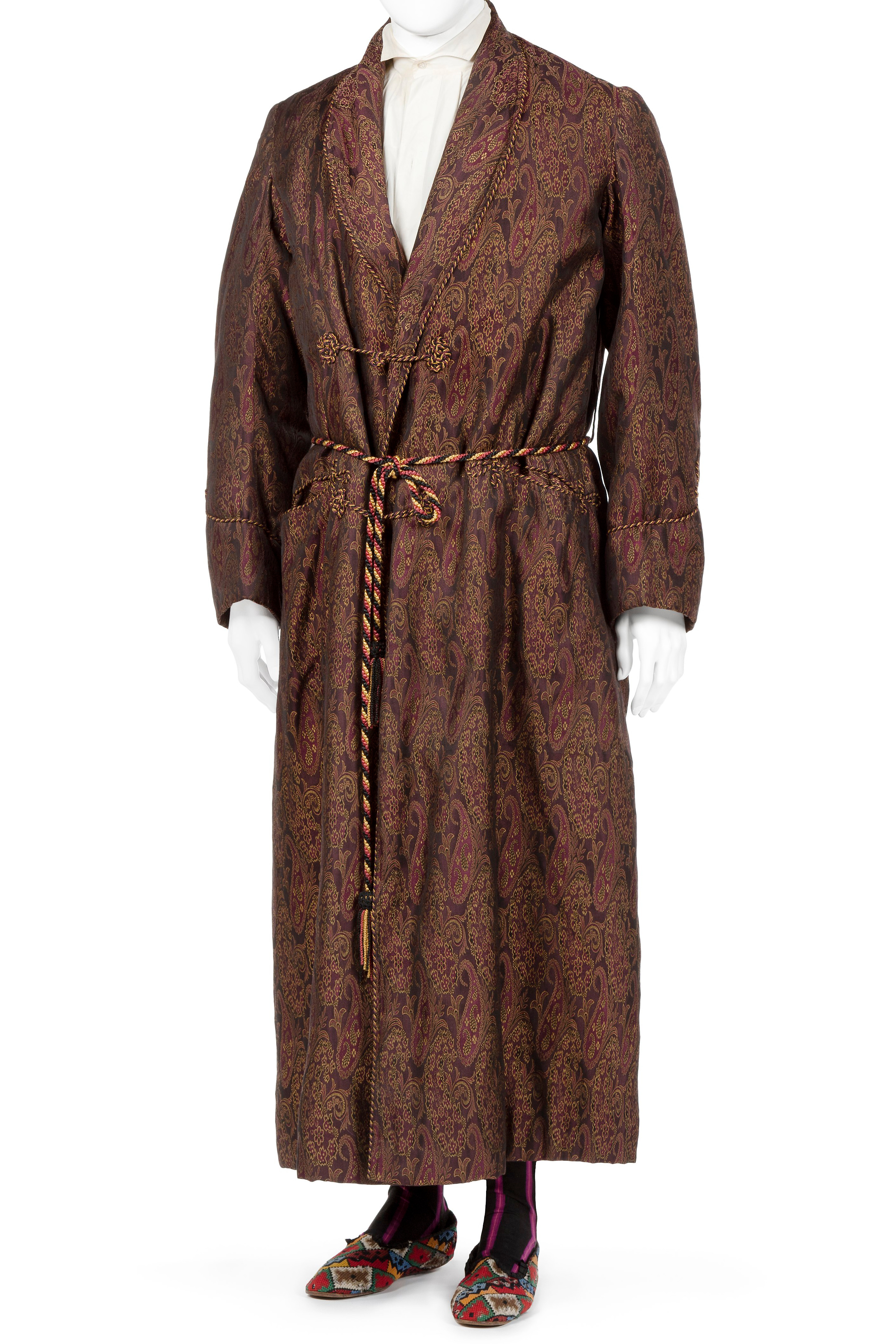
Szlafrok

Szlafrok (niem. Schlafrock; także: podomka) – luźny strój domowy w formie zbliżonej do płaszcza lub lekkiej togi związywanej w pasie sznurkiem lub paskiem. 
Szlafrok używany jest zazwyczaj jako okrycie na piżamę lub koszulę nocną, przed udaniem się na spoczynek lub krótko po wstaniu. Znajduje także zastosowanie jako ubiór dzienny w szpitalach, dla chorych mogących chodzić. Zazwyczaj nie posiada zapięć i kaptura (choć nie jest to regułą). Często funkcję szlafroka pełni też płaszcz kąpielowy.

## Nazwa
Polska nazwa szlafrok jest zapożyczeniem z języka niemieckiego (Schlafrock). W latach 50. XX wieku tygodnik „Przekrój” ogłosił na swoich łamach konkurs na nową nazwę tego ubioru bez obcojęzycznych konotacji. Zwyciężyła nazwa „podomka”. W następnych dziesięcioleciach wyraz ten zadomowił się w polszczyźnie i współcześnie używany jest zamiennie ze słowem szlafrok. Po II wojnie światowej puryści językowi promowali także nazwę „okryjciałko” jednak bez powodzenia.